# Vadim Shaehov
Vadim Shaehov (auch Wadim Schajehow; * 25. Mai 1986) ist ein usbekischer Radrennfahrer.
Vadim Shaehov wurde 2004 bei den Asian Junioren Games in Yotsukaichishi Zweiter im Scratch auf der Bahn.
Im Erwachsenenbereich gewann Shaehov im Jahr 2008 bei dem malaysischen Etappenrennen Tour of Negri Sembilan die erste Etappe und konnte so auch die Gesamtwertung für sich entscheiden. Im Jahr 2010 gewann er eine Etappe der Tour de Korea.
Bei den usbekischen Bahnmeisterschaften 2016 gewann er den Titel im Omnium und mit seinen Mannschaften im
Teamsprint und der Mannschaftsverfolgung.

## Erfolge
2008
- Gesamtwertung und eine Etappe Tour of Negri Sembilan

2010
- eine Etappe Tour de Korea

2016
- Usbekischer Meister – Teamsprint, Mannschaftsverfolgung, Omnium

## Teams
- 2012 Uzbekistan Suren Team (bis 31. Juli)
- 2012 China 361° Cycling Team (ab 1. August)
- 2013 Team Velo Reality (bis 30. Juni)